# Nåsten
Nåsten är en bebyggelse och även ett område med skog söder därom i Uppsala kommun väster om Uppsala vid Håga och Hågadalen. En del av skogssområdet ingår i Hågadalen-Nåstens naturreservat. SCB avgränsade en småort för bebyggelsen norr om gården Nåsten och i Eriksberg i Läby socken och namnsatt denna till Nåsten norra och Eriksberg

## Befolkningsutveckling
| Befolkningsutvecklingen i Nåsten norra och Eriksberg 2005–2023 | Befolkningsutvecklingen i Nåsten norra och Eriksberg 2005–2023 | Befolkningsutvecklingen i Nåsten norra och Eriksberg 2005–2023 | Befolkningsutvecklingen i Nåsten norra och Eriksberg 2005–2023 | Befolkningsutvecklingen i Nåsten norra och Eriksberg 2005–2023 |
| -------------------------------------------------------------- | -------------------------------------------------------------- | -------------------------------------------------------------- | -------------------------------------------------------------- | -------------------------------------------------------------- |
|                                                                |                                                                |                                                                |                                                                |                                                                |
| År                                                             |                                                                |                                                                | Folkmängd                                                      | Areal (ha)                                                     |
| 2005                                                           | 2005                                                           |                                                                | 57                                                             | 12#                                                            |
| 2010                                                           | 2010                                                           |                                                                | 60                                                             | 12#                                                            |
| 2015                                                           | 2015                                                           |                                                                | 69                                                             | 22#                                                            |
| 2020                                                           | 2020                                                           |                                                                | 88                                                             | 22#                                                            |
| 2023                                                           | 2023                                                           |                                                                | 91                                                             | 23                                                             |
| Anm.: # Som småort.                                            |                                                                |                                                                |                                                                |                                                                |